# جيروذ نيكاراغوي
جيروذ نيكاراغوي (الاسم العلمي: Neotoma chrysomelas) هي نوع من الحيوانات تتبع جنس الجيروذ من فصيلة الفأرية.